# 劉龍兒
刘龙儿（?—?），又名刘苗王，隋末動亂起兵领袖之一，离石（今中國山西省呂梁市離石區）胡人。

## 生平
大業十年十一月乙卯（614年12月27日），龍兒起兵反隋，自称天子、劉王，以其弟刘六兒为永安王、兒子劉季真為太子，部众达数万，隋朝将军潘长文連年率兵讨伐，都未能成功擊敗龍兒。
但龍兒後來被隋朝的虎贲郎将梁德斬殺，部眾遂逐漸散去。

## 親屬

### 兄弟
- 弟弟劉六兒，後再次起兵，最終被唐軍擊殺。

### 兒女
- 兒子劉季真，後跟隨再度起兵的劉六兒，最後被另一個軍閥高滿政殺害。